# Yosuke Mori
Yosuke Mori (森 洋介 Mori Yosuke?, nacido el 25 de julio de 1985 en Kagoshima) es un exfutbolista japonés. Jugaba de defensa y su último club fue el Volca Kagoshima de Japón.

## Trayectoria

### Clubes
| Club            | País  | Año         |
| --------------- | ----- | ----------- |
| FC Gifu         | Japón | 2008        |
| Volca Kagoshima | Japón | 2010 - 2012 |